# Boris Alekseevič Miljutin
Boris Alekseevič Miljutin, in russo Борис Алексе́евич Милю́тин? (Mosca, 1831 – San Pietroburgo, 13 gennaio 1886), è stato un avvocato, scrittore e politico russo.

## Biografia
Miljutin nacque a Mosca nel 1831, figlio del conte Alexej Michailovič Miljutin (1780-1846) e di sua moglie, Elizaveta Dmitrievna Kiselëvova, sorella del conte Pavel Dmitrievič Kiselëv, riformatore durante il regno di Nicola I di Russia e grande sostenitore della liberazione dei contadini. 
Nel 1851 si laureò con successo presso la facoltà di Giurisprudenza dell'Università di San Pietroburgo ed il 14 agosto 1851 entrò al servizio dello stato russo. Prestò servizio come funzionario con incarichi speciali sotto il governatore generale della Siberia orientale, il generale Nikolaj Petrovič Sinelnikov; in quel periodo elaborò un progetto per la riorganizzazione della gestione degli esuli nella Siberia orientale. Fu inoltre presidente del tribunale provinciale di Irkutsk, nonché procuratore del tribunale militare da campo e governatore del Transbaikal.
Insieme a Michail Vasil'evič Zagoskin, fu direttore del quotidiano "Amur" (1862), e pubblicò e curò anche il quotidiano "Bollettino Siberiano" (1864).
Il 9 febbraio 1873 Miljutin divenne consigliere di stato e nel settembre del 1874 venne nominato vice procuratore dipendente dal segretario di stato V. D. Filosofov, occupandosi della riforma giudiziaria militare. Con la nomina del principe A. K. Imeretinskij alla carica di procuratore capo militare, Miljutin si ritirò  dalla vita politica, quasi contemporaneamente al ritiro di suo fratello, il conte Dmitrij Alekseevič Miljutin, dalla carica di ministro della guerra (nel marzo 1882). Successivamente Miljutin pubblicò una "Raccolta di informazioni storiche e statistiche sulla Siberia orientale" e un libro anonimo dal titolo "La corte militare, i suoi difensori e distruttori" (San Pietroburgo, 1883), nel quale espose una propria difesa della riforma giudiziaria militare attuata sotto il suo mandato.
Morì il 13 gennaio 1886 e venne sepolto nel cimitero ortodosso Volkov a San Pietroburgo.